# Hrafna-Flóki Vilgerðarson
Hrafna-Flóki Vilgerðarson fue el primer nórdico que navegó libremente hacia Islandia en el siglo IX. La historia está documentada en el manuscrito Landnámabók (Libro de los asentamientos), cuando Flóki oyó buenas noticias de nuevas tierras al oeste, conocidas entonces como Garðarshólmi. Flóki era hijo de Vilgerd Karadatter (n. 904), una hija de Horda-Kåre del reino de Hordaland.

## El viaje
Flóki era un víkingr mikill, o un poderoso vikingo inadaptado de los nuevos asentamientos noruegos que consideraba «demasiado calientes» para su gusto y buscaba otros territorios más adecuados, así que decidió que era momento de dirigirse a la nueva tierra y tomó a su familia y el ganado con él.
Partió desde Rogaland, al suroeste de Noruega, hacia las Islas Shetland, al norte de Escocia, donde se cita que una hija murió ahogada. Continuó hasta las Islas Feroe donde otra hija contrajo matrimonio; allí consiguió tres cuervos comunes para que le ayudasen a encontrar el camino a Islandia y por ello fue apodado Cuervo-Flóki (nórdico antiguo e islandés; Hrafna-Flóki) y con ese nombre se le recuerda.
Algunos de los compañeros de viaje de Flóki fueron un bóndi de nombre Þórólfur Þorsteinsson (Þórólfr) y dos hombres llamados Herjolf y Faxe (Herjólfr y Faxi). Tras navegar durante cierto tiempo, Flóki soltó a uno de los cuervos, que sin embargo se dirigió al sur y regresó a las Islas Feroe. Más tarde soltó al segundo, que simplemente sobrevoló el barco. Pero el tercero se dirigió al noroeste y no regresó, por lo que Flóki supo que estaba cerca de tierra firme y decidió seguirlo.
Tras navegar un trecho pasado Reykjanes, encontraron una gran bahía. Faxe resaltó: «Parece ser una buena tierra la que hemos descubierto aquí». Desde entonces, la bahía pasó a llamarse Faxaflói (—lit. bahía de Faxi) en su nombre.

## El asentamiento
Flóki fundó un asentamiento de invierno en Vatnsfjörður, Barðaströnd. El verano fue muy bueno, por lo que Flóki estaba preparado para el rudo invierno que seguiría. Esperando una primavera que tardaba y con la muerte del ganado por falta de pasto, subió a la montaña más alta y desde allí observó un gran fiordo, el Ísafjörður, por entonces contenía hielo a la deriva y fue en ese momento que bautizó a toda la isla como Ísland (es decir, Islandia, literalmente tierra de hielo).
Cuando él y otros hombres regresaron a Noruega, fueron interrogados sobre las nuevas tierras que habían encontrado. Flóki creía que era inútil. Herjolf pensaba que la tierra poseía buenas y malas cualidades. Thorolf afirmó que la mantequilla se posaba sobre cada paja sobre la tierra que había encontrado, por lo que le apodaron a partir de entonces Thorolf Mantequilla (Þórólfur smjör).  
Al margen de no hablar muy bien de las nuevas tierras, regresó y se quedó a vivir en su hacienda hasta su muerte. Fue el primer goði del clan familiar de los Möðruvellingar.